# Carneviva

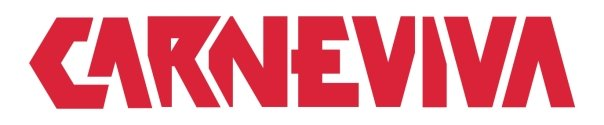
Logo Carneviva

Carneviva es una banda de rock argentina formada en 1990 en la ciudad de Santa Fe.

## Historia
Carneviva se forma a comienzos de 1990 en la  ciudad de Santa Fe, inicialmente conformada por Gustavo Angelini (voz y bajo), Lucio Venturini (batería) y Daniel Ferronato (guitarra). Ese mismo año lanzan su primer disco, titulado “Carneviva en carne viva”. Contiene algunas canciones que se convierten en clásicos de la banda como “Stop en la colmena” y "Curtido". Entonces incorporan a Mario Alfageme como bajista y con ésta formación hacen varios shows en Santa Fe y Entre Ríos.
En 1991 editan “En el límite de la piel”, su segundo disco. La gira esta vez llega hasta Córdoba, Buenos Aires y algunas localidades de Brasil.
Su tercer disco ve la luz el 29 de noviembre de 1993, presentado en el Cine Disco el 17 de diciembre de 1993 y lleva el nombre de "Curtido". Incluye canciones como “Aún no vine” y “Magnífico Alto Verde”. Un show donde compartieron con Daniel Mele en percusión y Daniel Andretta sumándose en varias canciones como El Alma del Vino, Consumidores de criaderos. Este álbum les permite hacerse más conocidos en la escena de Buenos Aires y tocar también en otras ciudades del país, ya que el sello Del Cielito Records incluye en un compilado de Blues Nacional el tema El Alma del Vino. Logrando en marzo del 94 presentarse en la Peatonal de Santa Fe, en San Martín y Juan de Garay, auspiciado por una Empresa de Turismo Escolar de la época, colmando hasta la fuente y hacia los cuatro cardinales estallando, temblando la tierra, concurriendo todo tipo de público, el 30 de abril de ese año realiza uno de sus shows en Alto Verde mítico lugar, cargado de misterio para sus fans, realizado en la Vecinal de la vecina ciudad costera, una mezcla de descontrol, recibidos por los mismos con pescado frito y vino tinto, la magia en cada canción generando una adrenalina distinta en cada uno de los Santafesinos, Paranaenses y de la zona, haciendo de cada show una obra de arte, volviendo loco a cada uno que lo veía en vivo, día a día, renovando en cada show. Ingresando en septiembre del 94 el guitarrista Kike Gornatti(ex Cantiló). De esta manera lograron participar del festival itinerante “Gira el Nuevo Rock Argentino”, presentándose con bandas como Peligrosos Gorriones, Caballeros de la Quema, Masacre, Los Brujos, Iliana Kuriaki & Valderramas y otras bandas nacionales, separándose en el año 1995, haciendo su último show en FriendsII en Rincon.
En 2003 lanzan el disco “Hígado de bronce” que habían grabado durante los tres años previos. Contó con la participación de Marcelo Cornut en bajo. Este fue su último discos antes de separarse por un tiempo.
El regreso de la banda sucede en 2007, cuando "Tavo" Angelini y Lucio Venturini invitan a Emiliano Yellati y Facundo Gorostiza para que se encarguen del bajo y la guitarra, respectivamente. Ese año cierran el “Festival de Primavera” en Santa Fe ante 15 mil personas.
Al año siguiente graban un disco en vivo con esta formación en la Bienal de Arte Joven de Santa Fe que se titula “Vivo en el Viento”.
Carneviva se caracteriza por letras provocadoras de Angelini y el sonido enmarcado en el rock pero con un estilo propio y original. En 2014, Andrés Calamaro hizo comentarios elogiosos hacia la banda a través de las redes sociales. Calamaro describió a Angelini como "Miguel Abuelo reencarnado".

## Miembros
- Gustavo "Tavo" Angelini - voz
- Lucio Venturini - batería
- Mario Alfageme - bajo
- Daniel Ferronato - guitarra

## Discografía
- En carneviva (1990)
- En el límite de la piel (1991)
- Curtido (1993)
- Hígado de bronce (2003)
- Vivo en el viento (2008)